# Reichstagswahlkreis Regierungsbezirk Kassel 8

Die Wahlkreisaufteilung des Deutschen Reichs.

Der Reichstagswahlkreis Regierungsbezirk Kassel 8 (in der reichsweiten Durchnummerierung auch Reichstagswahlkreis 200; nach der größten Stadt im Wahlkreis auch Reichstagswahlkreis Hanau genannt) war der achte Reichstagswahlkreis im Regierungsbezirk Kassel der preußischen Provinz Hessen-Nassau für die Reichstagswahlen im Deutschen Reich und im Norddeutschen Bund von 1867 bis 1918.

## Wahlkreiszuschnitt
Er umfasste die ehemaligen kurhessischen Kreise Hanau-Stadt, Hanau-Land, Gelnhausen und die ehemals kurhessischen Teile des Stadt- und Landkreises Frankfurt (Bockenheim, Seckbach, Berkersheim, Eckenheim, Eschersheim, Ginnheim, Praunheim, und Preungesheim).
| Jahr | Einwohner |
| ---- | --------- |
| 1890 | 135.004   |
| 1895 | 145.326   |
| 1900 | 160.617   |
| 1905 | 181.280   |
| 1910 | 199.690   |

|      | Landwirtschaft | Industrie und Gewerbe | Handel und Dienstleistungen |
| ---- | -------------- | --------------------- | --------------------------- |
| 1895 | 36,4           | 41,4                  | 22,2                        |
| 1907 | 26,9           | 47,9                  | 25,2                        |

|      | Evangelisch | Katholisch |
| ---- | ----------- | ---------- |
| 1890 | 73,4        | 23,9       |
| 1905 | 71,7        | 25,8       |
| 1910 | 71,0        | 26,1       |

## Abgeordnete
| Wahl                                        | Abgeordneter                    | Partei                      | Bild |
| ------------------------------------------- | ------------------------------- | --------------------------- | ---- |
| Reichstagswahl Februar 1867 bis August 1867 | Wilhelm Schenck zu Schweinsberg | Altliberal                  | 0    |
| Reichstagswahl August 1867 bis 1881         | Hermann Weigel                  | Nationalliberale Partei     | 0    |
| Reichstagswahl 1881 bis 1884                | Karl Frohme                     | SAP                         |      |
| Reichstagswahl 1884 bis 1887                | Conrad Hellwig                  | Deutschkonservative Partei  | 0    |
| Reichstagswahl 1887 bis 1890                | Johann Heinrich Nickel          | Deutsche Fortschrittspartei | 0    |
| Reichstagswahl 1890 bis 1893                | Carl Schier                     | Deutschkonservative Partei  | 0    |
| Reichstagswahl 1893 bis 1898                | Wilhelm Stroh                   | Deutschkonservative Partei  | 0    |
| Reichstagswahl 1898 bis 1903                | Gustav Hoch                     | SPD                         |      |
| Reichstagswahl 1903 bis 1907                | Georg Lucas                     | Nationalliberale Partei     | 0    |
| Reichstagswahl 1907 bis 1918                | Gustav Hoch                     | SPD                         |      |

## Wahlen

### 1867 (Februar)
Es fand nur ein Wahlgang statt. Die Zahl der gültigen Stimmen betrug 14.865.
| Kandidat                        | Partei      | Stimmen | in % | Anmerkungen |
| ------------------------------- | ----------- | ------- | ---- | ----------- |
| Wilhelm Schenck zu Schweinsberg | Altliberalv | 10.612  | 0    | 0           |

### 1867 (August)
Es fand nur ein Wahlgang statt. Die Zahl der abgegebenen Stimmen betrug 7466.
| Kandidat       | Partei | Stimmen | in % | Anmerkungen |
| -------------- | ------ | ------- | ---- | ----------- |
| Hermann Weigel | NLP    | 4372    | 0    | 0           |

### 1871
Es fand nur ein Wahlgang statt. Die Zahl der Wahlberechtigten betrug 21.624. Die Zahl der abgegebenen gültigen Stimmen betrug 9460, 74 Stimmen waren ungültig. Die Wahlbeteiligung belief sich auf 44,1 %.
| Kandidat           | Partei   | Stimmen | in % | Anmerkungen |
| ------------------ | -------- | ------- | ---- | ----------- |
| Hermann Weigel     | NLP      | 5302    | 0    | 0           |
| von Savigny        | Zentrum  | 1943    | 0    |             |
| Jacob Sodry        | S (Lass) | 1141    | 0    |             |
| Johann Carl Glaser | Kons     | 1068    | 0    |             |
| 0                  | Sonstige | 6       | 0    | 0           |

### 1874
Es fand nur ein Wahlgang statt. Die Zahl der Wahlberechtigten betrug 23.318. Die Zahl der abgegebenen gültigen Stimmen betrug 14.688, 303 Stimmen waren ungültig. Die Wahlbeteiligung belief sich auf 64,3 %.
| Kandidat           | Partei   | Stimmen | in % | Anmerkungen |
| ------------------ | -------- | ------- | ---- | --- |
| Hermann Weigel     | NLP      | 8775    | 0    | 0 |
| Richter            | S (Lass) | 3908    | 0    | Zigarrenarbeiter |
| Johann Carl Glaser | Zentrum  | 1996    | 0    | Glaser gehörte im preußischen Abgeordnetenhaus zur konservativen Fraktion. Das statistische Amt führt ihn für 1871 als konservativen Kandidaten und 1874 als Kandidaten des Zentrums |
| 0                  | Sonstige | 9       | 0    | 0 |

### 1877
Es fanden zwei Wahlgänge statt. Die Zahl der Wahlberechtigten betrug 25.899. Die Zahl der abgegebenen gültigen Stimmen betrug im ersten Wahlgang 14.688, 303 Stimmen waren ungültig. Die Wahlbeteiligung belief sich auf 64,3 %.
| Kandidat           | Partei   | Stimmen | in % | Anmerkungen |
| ------------------ | -------- | ------- | ---- | ----------- |
| Hermann Weigel     | NLP      | 6157    | 0    | 0           |
| Karl Frohme        | S        | 5622    | 0    | 0           |
| Reuter             | F        | 2471    | 0    | 0           |
| Graf Solms-Laubach | Kons     | 2029    | 0    | 0           |
| Lindhorst          | Zentrum  | 1402    | 0    |             |
| 0                  | Sonstige | 5       | 0    | 0           |

Die Zahl der abgegebenen gültigen Stimmen betrug in der Stichwahl 19.564, 48 Stimmen waren ungültig. Die Wahlbeteiligung belief sich auf 75,7 %.
| Kandidat       | Partei | Stimmen | in % | Anmerkungen |
| -------------- | ------ | ------- | ---- | ----------- |
| Hermann Weigel | NLP    | 9975    | 0    | 0           |
| Karl Frohme    | S      | 9589    | 0    | 0           |

### 1878
Es fanden zwei Wahlgänge statt. Die Zahl der Wahlberechtigten betrug 26.852. Die Zahl der abgegebenen gültigen Stimmen betrug im ersten Wahlgang 18.401, 18 Stimmen waren ungültig. Die Wahlbeteiligung belief sich auf 68,6 %.
| Kandidat                 | Partei   | Stimmen | in % | Anmerkungen |
| ------------------------ | -------- | ------- | ---- | ----------- |
| Hermann Weigel           | NLP      | 8539    | 0    | 0           |
| Karl Frohme              | S        | 5331    | 0    | 0           |
| August von Trott zu Solz | Kons     | 4476    | 0    | Landrat     |
| 0                        | Sonstige | 15      | 0    | 0           |

Die Zahl der abgegebenen gültigen Stimmen betrug in der Stichwahl 17.994, 117 Stimmen waren ungültig. Die Wahlbeteiligung belief sich auf 67,4 %.
| Kandidat       | Partei | Stimmen | in % | Anmerkungen |
| -------------- | ------ | ------- | ---- | ----------- |
| Hermann Weigel | NLP    | 10.312  | 0    | 0           |
| Karl Frohme    | S      | 7682    | 0    | 0           |

### 1881
Es fanden zwei Wahlgänge statt. Die Zahl der Wahlberechtigten betrug 25.834. Die Zahl der abgegebenen gültigen Stimmen betrug im ersten Wahlgang 13.410, 7 Stimmen waren ungültig. Die Wahlbeteiligung belief sich auf 59,7 %.
| Kandidat    | Partei   | Stimmen | in % | Anmerkungen |
| ----------- | -------- | ------- | ---- | ----------- |
| Dietz       | Kons     | 5885    | 0    | 0           |
| Karl Frohme | S        | 4803    | 0    | 0           |
| Franz Rühl  | F        | 3652    | 0    | 0           |
| Kalle       | NLP      | 1042    | 0    | 0           |
| 0           | Sonstige | 28      | 0    | 0           |

Die Zahl der abgegebenen gültigen Stimmen betrug in der Stichwahl 17.681, 69 Stimmen waren ungültig. Die Wahlbeteiligung belief sich auf 68,7 %.
| Kandidat    | Partei | Stimmen | in % | Anmerkungen |
| ----------- | ------ | ------- | ---- | ----------- |
| Dietz       | Kons   | 7733    | 0    | 0           |
| Karl Frohme | S      | 9948    | 0    | 0           |

### 1884
Es fanden zwei Wahlgänge statt. Die Zahl der Wahlberechtigten betrug 26.628. Die Zahl der abgegebenen gültigen Stimmen betrug im ersten Wahlgang 15.543, 22 Stimmen waren ungültig. Die Wahlbeteiligung belief sich auf 58,5 %.
| Kandidat       | Partei   | Stimmen | in % | Anmerkungen |
| -------------- | -------- | ------- | ---- | ----------- |
| Conrad Hellwig | DKP      | 4357    | 0    | 0           |
|                | SPD      | 5503    | 0    | 0           |
| NLP            | 2352     | 0       | 0    |             |
|                | F        | 3076    | 0    | 0           |
|                | Zentrum  | 240     | 0    | 0           |
| 0              | Sonstige | 28      | 0    | 0           |

Die Zahl der abgegebenen gültigen Stimmen betrug in der Stichwahl 17.965, 38 Stimmen waren ungültig. Die Wahlbeteiligung belief sich auf 67,6 %.
| Kandidat       | Partei | Stimmen | in % | Anmerkungen |
| -------------- | ------ | ------- | ---- | ----------- |
| Conrad Hellwig | DKP    | 9720    | 0    | 0           |
|                | SPD    | 8245    | 0    | 0           |

### 1887
Die NLP und die Konservativen einigten sich im Vorfeld der Wahl auf die Unterstützung des konservativen Kandidaten. Im Gegenzug riefen die Konservativen bei der Landtagswahl zur Wahl des NLP-Kandidaten auf.
Es fanden zwei Wahlgänge statt. Die Zahl der Wahlberechtigten betrug 27.740. Die Zahl der abgegebenen gültigen Stimmen betrug im ersten Wahlgang 21.206, 16 Stimmen waren ungültig. Die Wahlbeteiligung belief sich auf 76,6 %.
| Kandidat               | Partei                     | Stimmen | in % | Anmerkungen |
| ---------------------- | -------------------------- | ------- | ---- | ----------- |
|                        | Kons                       | 10.420  | 0    | 0           |
| Johann Heinrich Nickel | F                          | 5475    | 0    | 0           |
|                        | SPD                        | 5203    | 0    | 0           |
|                        | Antif (Septennatsanhänger) | 97      | 0    | 0           |
| 0                      | Sonstige                   | 11      | 0    | 0           |

Die Zahl der abgegebenen gültigen Stimmen betrug in der Stichwahl 23.515, 28 Stimmen waren ungültig. Die Wahlbeteiligung belief sich auf 84,9 %.
| Kandidat               | Partei | Stimmen | in % | Anmerkungen |
| ---------------------- | ------ | ------- | ---- | ----------- |
|                        | Kons   | 11.709  | 0    | 0           |
| Johann Heinrich Nickel | F      | 11.806  | 0    | 0           |

### 1890
Die NLP und die Konservativen einigten sich im Vorfeld der Wahl auf die Unterstützung des konservativen Kandidaten, des Rechtsanwalts Schier. Im Gegenzug riefen die Konservativen bei der Landtagswahl zur Wahl des NLP-Kandidaten auf. Auch die Antisemiten riefen zur Wahl des Kandidatens der Kartellparteien auf. Johann Heinrich Nickel erhielt die Unterstützung der Deutsch Freisinnigen Partei, der Demokratischen Partei und des Zentrums.
Es fanden zwei Wahlgänge statt. Die Zahl der Wahlberechtigten betrug 28.912. Die Zahl der abgegebenen Stimmen betrug im ersten Wahlgang 21.897, 33 Stimmen waren ungültig. Die Wahlbeteiligung belief sich auf 75,7 %.
| Kandidat               | Partei   | Stimmen | in %   | Anmerkungen |
| ---------------------- | -------- | ------- | ------ | ----------- |
| Johann Heinrich Nickel | DF       | 5851    | 26,8 % | 0           |
| Carl Schier            | Kons     | 7550    | 34,5 % | 0           |
| Ernst Adolf Geck       | SPD      | 8446    | 38,6 % | 0           |
| 0                      | Sonstige | 17      | 0,1 %  | 0           |

In der Stichwahl unterstützen die Linksliberalen den SPD-Kandidaten, das Zentrum rief zur Wahlenthaltung auf.
Die Zahl der abgegebenen Stimmen betrug in der Stichwahl 22.988, 120 Stimmen waren ungültig. Die Wahlbeteiligung belief sich auf 79,5 %.
| Kandidat         | Partei | Stimmen | in %   | Anmerkungen |
| ---------------- | ------ | ------- | ------ | ----------- |
| Carl Schier      | Kons   | 11.674  | 51,0 % | 0           |
| Ernst Adolf Geck | SPD    | 11.194  | 49,0 % | 0           |

### 1893
Die NLP und die Konservativen einigten sich im Vorfeld der Wahl auf die Unterstützung des konservativen Kandidaten, des Landwirts Stroh. Auch der BdL rief zur Wahl Strohs auf. Die Wahlkreisorganisation des Zentrums stellte Pfarrer Hitze als Kandidaten auf, obwohl diese Kandidatur aufgrund der konfessionellen Struktur des Wahlkreises nicht erfolgversprechend war. Hitze selbst riet von der Kandidatur ab und wünschte stattdessen einen Wahlaufruf zu Gunsten von Nickel. Im Gegenzug sollten die Freisinnigen im Wahlkreis 184 (Dortmund) den dortigen Zentrumskandidaten unterstützen. Die Wahlkreisorganisation blieb jedoch bei der Kandidatur.
Es fanden zwei Wahlgänge statt. Die Zahl der Wahlberechtigten betrug 31.196. Die Zahl der abgegebenen Stimmen betrug im ersten Wahlgang 23.554, 24 Stimmen waren ungültig. Die Wahlbeteiligung belief sich auf 75,5 %.
| Kandidat               | Partei   | Stimmen | in %   | Anmerkungen             |
| ---------------------- | -------- | ------- | ------ | ----------------------- |
| Peter Stein            | DR       | 2020    | 8,6 %  | Landwirt auch Hochstadt |
| Johann Heinrich Nickel | FVP      | 2354    | 10,0 % | 0                       |
| Wilhelm Stroh          | Kons     | 7222    | 30,7 % | 0                       |
| Gustav Hoch            | SPD      | 9902    | 42,1 % | 0                       |
| Franz Hitze            | Zentrum  | 2015    | 8,5 %  | 0                       |
| 0                      | Sonstige | 17      | 0,1 %  | 0                       |

Die Wahlkreisorganisation des Zentrums rief in der Stichwahl zur Wahl von Stroh auf. Die Reichsorganisation des Zentrum widersprach und rief zur Enthaltung auf. Auch die Deutsche Reformpartei unterstützte Stroh.
Die Zahl der abgegebenen Stimmen betrug in der Stichwahl 24.372, 118 Stimmen waren ungültig. Die Wahlbeteiligung belief sich auf 78,1 %.
| Kandidat      | Partei | Stimmen | in %   | Anmerkungen |
| ------------- | ------ | ------- | ------ | ----------- |
| Wilhelm Stroh | Kons   | 12.327  | 50,8 % | 0           |
| Gustav Hoch   | SPD    | 11.927  | 49,2 % | 0           |

### 1898
Die NLP und die Konservativen einigten sich im Vorfeld der Wahl auf die Unterstützung des konservativen Kandidaten. Im Gegenzug riefen die Konservativen bei der Landtagswahl zur Wahl des NLP-Kandidaten auf. Das Zentrum zog seinen Kandidaten kurz vor der Wahl zurück und unterstütze den Kandidaten der FVP. Im Gegenzug unterstützte dies den Zentrum-Kandidaten im Reichstagswahlkreis Regierungsbezirk Wiesbaden 1.
Es fand ein Wahlgang statt. Die Zahl der Wahlberechtigten betrug 35.021. Die Zahl der abgegebenen Stimmen betrug 23.102, 52 Stimmen waren ungültig. Die Wahlbeteiligung belief sich auf 66 %.
| Kandidat         | Partei   | Stimmen | in %   | Anmerkungen                                        |
| ---------------- | -------- | ------- | ------ | -------------------------------------------------- |
| Mettenheimer     | DSR      | 1335    | 5,8 %  | Bürgermeister in Eichelsachsen                     |
| August Leonhardt | FVP      | 3891    | 16,9 % | Fabrikbesitzer                                     |
| Alexander Sieg   | Kons     | 5099    | 22,1 % | Oberst und Kommandeur des Hanauer Ulanen-Regiments |
| Gustav Hoch      | SPD      | 12.692  | 55,1 % | 0                                                  |
| 0                | Sonstige | 33      | 0,1 %  | 0                                                  |

### 1903
Erneut einigten sich Konservative und NLP auf einen gemeinsamen Kandidaten. Um auch in der Stichwahl die Unterstützung der Linksliberalen zu erhalten, wurde diese Mal der NLP-Kandidat, der Amtsrichter Lucas benannt, der auch vom BdL unterstützt wurde.
Es fanden zwei Wahlgänge statt. Die Zahl der Wahlberechtigten betrug 40.059. Die Zahl der abgegebenen Stimmen betrug im ersten Wahlgang 32.524, 79 Stimmen waren ungültig. Die Wahlbeteiligung belief sich auf 81,2 %.
| Kandidat           | Partei   | Stimmen | in %   | Anmerkungen                    |
| ------------------ | -------- | ------- | ------ | ------------------------------ |
| Otto Karl Hirschel | DR       | 517     | 1,6 %  | 0                              |
| Rudolf Küstner     | FVP      | 1865    | 5,7 %  | Kaufmann und Stadtrat in Hanau |
| Georg Lucas        | NLP      | 9762    | 30,1 % | 0                              |
| Gustav Hoch        | SPD      | 15.470  | 47,7 % | 0                              |
| Richard Müller     | Zentrum  | 4814    | 14,8 % | 0                              |
| 0                  | Sonstige | 17      | 0,1 %  | 0                              |

In der Stichwahl unterstützte die Freisinnige Volkspartei Lucas. Auch das Zentrum rief zur Wahl von Lucas auf, nachdem dieser Zusagen bezüglich des Abstimmungsverfahrens bei den Jesuitengesetzen gemacht hatte.
Die Zahl der abgegebenen Stimmen betrug in der Stichwahl 34.574, 159 Stimmen waren ungültig. Die Wahlbeteiligung belief sich auf 86,3 %.
| Kandidat    | Partei | Stimmen | in %   | Anmerkungen |
| ----------- | ------ | ------- | ------ | ----------- |
| Georg Lucas | NLP    | 17.867  | 51,9 % | 0           |
| Gustav Hoch | SPD    | 16.584  | 48,1 % | 0           |

### 1907
NLP, Konservative und BdL unterstützen den Mandatsinhaber Lucas als "nationalen Kandidaten". Um einen sozialdemokratischen Wahlsieg im ersten Wahlgang zu verhindern, wünschte sich die Koalition einen Zählkandidaten des Zentrums. Diese warfen Lucas aber vor, eine Rede gegen den Ultramontanismus gehalten zu haben und riefen zur Stimmenthaltung auf. Die Freisinniger Volkspartei stellte mit dem Bockenheimer Anwalt Heilbrunn einen eigenen Kandidaten auf. Dies war durchaus im Sinne der Koalition, die davon ausging, dieser würde als Vertreter des linken Flügels seiner Partei SPD-Stimmen auf sich ziehen. Die Deutsche Reformpartei rief zur Wahl von Lucas auf.
Es fanden zwei Wahlgänge statt. Die Zahl der Wahlberechtigten betrug 44.029. Die Zahl der abgegebenen Stimmen betrug im ersten Wahlgang 36.801, 577 Stimmen waren ungültig. Die Wahlbeteiligung belief sich auf 83,6 %.
| Kandidat         | Partei   | Stimmen | in %   | Anmerkungen                                            |
| ---------------- | -------- | ------- | ------ | ------------------------------------------------------ |
| Ludwig Heilbrunn | FVP      | 4290    | 11,8 % | Rechtsanwalt und Stadtverordneter in Frankfurt am Main |
| Georg Lucas      | NLP      | 13.908  | 38,4 % | 0                                                      |
| Gustav Hoch      | SPD      | 17.923  | 47,7 % | 0                                                      |
| Richard Müller   | Zentrum  | 50      | 0,2 %  | 0                                                      |
| 0                | Sonstige | 45      | 0,1 %  | 0                                                      |

In der Stichwahl riefen die Freisinnigen zur Wahl von Lucas auf. Das Zentrum hielt sich zunächst neutral, verteilte aber kurz vor der Wahl Flugblätter mit der Parole „Wahlfreiheit, aber keine Stimme für die Nationalliberalen“ und unterstützte damit den SPD-Kandidaten.
Die Zahl der abgegebenen Stimmen betrug in der Stichwahl 39.339, 461 Stimmen waren ungültig. Die Wahlbeteiligung belief sich auf 89,3 %.
| Kandidat    | Partei | Stimmen | in %   | Anmerkungen |
| ----------- | ------ | ------- | ------ | ----------- |
| Georg Lucas | NLP    | 18.878  | 48,6 % | 0           |
| Gustav Hoch | SPD    | 20.000  | 51,4 % | 0           |

### 1912
Bei den Reichstagswahlen 1912 gelang es nicht, die Koalition von Konservativen und NLP aufrechtzuerhalten. Konservative und BdL stellten einen Sonderkandidaten, der auch die Unterstützung des Zentrums erhielt. Die Freisinnigen unterstützten den NLP-Kandidaten.
Es fand ein Wahlgang statt. Die Zahl der Wahlberechtigten betrug 49.051. Die Zahl der abgegebenen Stimmen betrug 43.872, 228 Stimmen waren ungültig. Die Wahlbeteiligung belief sich auf 89,4 %.
| Kandidat          | Partei   | Stimmen | in %   | Anmerkungen        |
| ----------------- | -------- | ------- | ------ | ------------------ |
| Gustav Reinhard   | K        | 4116    | 9,4 %  | Domänenrentmeister |
| Hermann Wohlfarth | NLP      | 12.635  | 28,9 % | MdL                |
| Gustav Hoch       | SPD      | 22.519  | 51,6 % | 0                  |
| Karl Geis         | Zentrum  | 4345    | 10,0 % | Redakteur          |
| 0                 | Sonstige | 29      | 0,1 %  | 0                  |